# Город первой любви
«Город первой любви» — советский художественный фильм 1970 года о жителях российского города Царицына-Сталинграда-Волгограда. Фильм состоит из трёх новелл, объединённых темой любви и местом действия — городом на Волге.

## Сюжет
- «Царицын — 1919 год». Гражданская война не только натравила брата на брата, но и заставила соединять совершенно разные характеры: по темпераменту, страсти и классовому происхождению. Героиня Натальи Гвоздиковой, романтическая особа и дочь директора гимназии Таня Преображенская, встречает парня своей мечты Филиппа. Он оказывается красноармейцем, забирает Таню с собой из отчего дома на фронт. Одна из ранних ярких работ 22-летнего Бориса Галкина в роли влюблённого в Таню бойца Красной Армии.
- «Сталинград — 1929 год». Смешение города и деревни в эпоху первой пятилетки показано на примере судеб строителей Сталинградского тракторного завода. Сельский смышлёный парень Семён в исполнении Юрия Орлова, попадает в Сталинград, чтобы найти свою профессию и суженную — комсомолочку Нюру. Для актрисы Ольги Остроумовой, выпускницы ГИТИСа, это была вторая роль в кино после удачного дебюта в картине «Доживём до понедельника». Впервые снялись в этом фильме Наталья Егорова и Леонид Филатов.
- «Сталинград — 1942 год». Греческий режиссёр, выпускник Парижского института кинематографии Манос Захариас, с 1949 года живший в СССР, снял удивительную эмоциональную киноновеллу про оборону Сталинграда в Великой Отечественной войне. Первая любовь между защитником города-на-Волге Владиком Сергеевым и Леной будет яркой и короткой, как вспышка снаряда. Владик погибает. Лена остается в осажденном городе. В роли погибшего защитника Сталинграда дебютировал в большом кино студент 1-го курса ГИТИСа Станислав Садальский.

## В главных ролях
- Борис Галкин — Филипп
- Мария Вандова — студентка
- Наталья Гвоздикова — Таня Преображенская
- Наталья Егорова — Вика
- Лидия Константинова — Лиля
- Станислав Садальский — Владик Сергеев
- Владимир Носик — лейтенант
- Ольга Остроумова — Нюра
- Юрий Орлов — Семён
- Константин Сорокин — Иван Христофорович Преображенский
- Елена Фетисенко — школьница
- Александр Соловьёв — юноша в аэропорту
- Леонид Филатов — Борис
- Валентина Березуцкая — мать Лены
- Елена Алёкина — Лена
- Владимир Олексеенко — отец Семёна
- Владимир Горелов — врач
- Михаил Погоржельский — доктор
- Лев Дуров — комиссар
- Мария Виноградова — строитель тракторного завода
- Галина Комарова — Маша
- Ольга Матешко — комсомолка

## Съёмочная группа
- Режиссёры:
  - Борис Яшин (эпизоды «Царицын — 1919 год», «Сталинград — 1929 год»)[2]
  - Манос Захариас (эпизод «Сталинград — 1942 год», современные эпизоды — «Волгоград»)
- Сценарист: Семён Нагорный
- Главные операторы:
  - Виктор Шейнин (эпизоды «Царицын — 1919 год», «Сталинград — 1929 год»)
  - Павел Лебешев (эпизод «Сталинград — 1942 год», современные эпизоды — «Волгоград»)
- Главные художники:
  - Николай Усачёв (эпизоды «Царицын — 1919 год», «Сталинград — 1929 год»)
  - Абрам Фрейдин (эпизод «Сталинград — 1942 год»)
- Композиторы:
  - Евгений Птичкин (эпизоды «Царицын — 1919 год», «Сталинград — 1929 год»)
  - Роман Леденёв (эпизод «Сталинград — 1942 год»)
- Авторы текстов песен:
  - Владимир Качан
  - Леонид Филатов
  - Игорь Шаферан
- Звукооператор: Ян Потоцкий

Участие в фильме стало дебютом в кино для Леонида Филатова, Натальи Егоровой и Станислава Садальского. Леонид Филатов написал стихи для одной из песен, звучащих в фильме.